# Armand Gensonné
Armand Gensonné (Bordeaux, 10 agosto 1758 – Parigi, 31 ottobre 1793) è stato un politico e avvocato francese.

## Biografia

### Prima della rivoluzione
Figlio di un chirurgo militare, studiò legge e diventò un avvocato presso il Parlamento di Bordeaux. Fu consigliere per il comune di questa città e membro della Corte Suprema. Fondò, nel 1783 con Saige e Vergniaud, il museo della società Bordeaux annunciando il club rivoluzionario.

### Durante la rivoluzione
Armand Gensonné rifiutò la nomina di segretario della città di Bordeaux direttamente dal re, ma accettò di essere eletto al comune diventando procuratore della città nel 1790. Eletto all'Assemblea legislativa, sostenne Jacques Pierre Brissot e si schierò in campo con i Girondini. Al suo arrivo a Parigi, s'iscrisse alla compagnia degli amici neri, il cui obiettivo era quello di raggiungere la parità tra uomini di razze diverse. In qualità di relatore della commissione diplomatica, si distinse per la richiesta del rinvio a giudizio dei fratelli del re e la dichiarazione di guerra dell'Austria (20 aprile 1792).
Eletto alla Convenzione nazionale, divenne membro del Comitato di costituzione e del Comitato diplomatico. Durante il processo di Luigi XVI, chiese la ratifica da parte del popolo della sentenza della convenzione nazionale; dichiarò inutile la pena di morte ai danni dell'ex re.
Divenne presidente dal 7 al 21 marzo 1793. Il 26 marzo 1793 fece parte dei venticinque membri del nuovo comitato generale di difesa, in seguito rinominato Comitato di salute pubblica.
Gensonné fu uno degli artefici sull'incriminazione di Jean-Paul Marat; in seguito, votò per il restauro della Commissione dei Dodici.
Denunciato dalle sezioni di Parigi (in particolare per volontà di Georges Jacques Danton e Maximilien de Robespierre),( senza fonte) venne arrestato il 2 giugno 1793 con altri rappresentanti della Gironda, nonostante ebbe l'opportunità di fuggire. Il tribunale rivoluzionario lo condannò a morte il 31 ottobre 1793; venne sepolto nel vecchio Cimitero della Madeleine.